# 科尔内利亚诺-达尔巴
科尔内利亚诺-达尔巴（義大利語：Corneliano d'Alba），是意大利库内奥省的一个市镇。总面积10平方公里，人口2070人，人口密度207.0人/平方公里（2009年）。ISTAT代码为004072。